# ゴチャ2
ゴチャ2（ゴチャツー）は、MBSラジオで放送されていたラジオ番組。

## 概要
2006年4月4日から4月7日に、火曜日出演者のますだおかだと寺田有希が番組出演者を紹介する特別番組を放送。レギュラー放送は2006年4月11日から開始。同年9月29日で番組終了。
番組の収録は原則として東京支社スタジオで行われた。月曜日のJAMコーナーのみ大阪本社スタジオで行われ、なんばパークス内MBSサテライトスタジオ『パラパラ』で公開録音も行われた。

## 放送時間
- 火曜日 - 金曜日 (月曜 - 木曜深夜):1時00分 - 1時30分

## パーソナリティ&コーナー
月曜日
- 渡辺由布子
- JAM（奥田順子・春名亜美・村上実沙子）
  - 読モの輪…読者モデルの女子大生が登場し渡辺とトークをするコーナー。
  - JAMのランキング

番組終了後、JAMは「ゴチャ・まぜっ!」木曜日のミニコーナーに移動。
火曜日
- ますだおかだ（岡田圭右・増田英彦）
- 寺田有希

『ますだおかだ寺田のベースボールキッズ』を参照。
水曜日
- 小林恵美
- 矢吹春奈
- 臼田あさ美
- 嘉陽愛子
  - お便りのコーナー…いわゆるフツオタコーナー。
  - 女だらけのトークバトル…あるテーマに関して二手に分かれてトークをする。負けたほうが罰ゲームを受けるがセンブリ茶やアロエエキスを飲まされる場合が多い。

木曜日
- 川嶋あい
- ユキ（YeLLOW Generation）
  - あいとユキのお便り相談…いわゆるフツオタコーナー。
  - しみる歌…視聴者の思い出の染みる歌を紹介するコーナー。